# Pygmalionisme

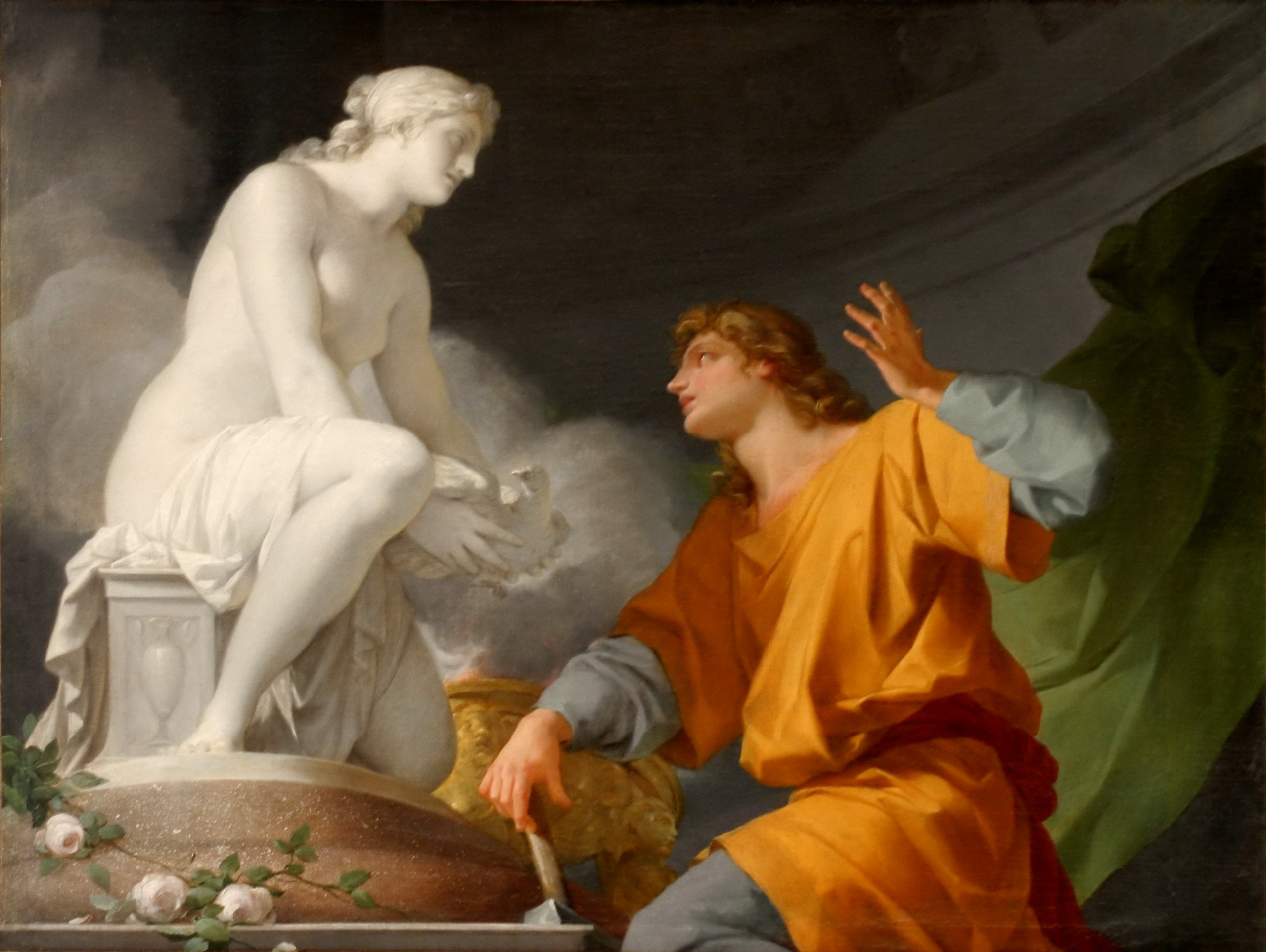
L'origine de la sculpture ou Pygmalion amoureux de sa statue, huile sur toile de Jean-Baptiste Regnault, 1785.

Le pygmalionisme ou agalmatophilie (du grec agalma : « statue », et -philia [φιλία] : « amour ») est une paraphilie relatant une attirance sexuelle envers les statues, poupées, mannequins ou autres objets similaires figuratifs. L'attirance peut inclure le désir d'un contact sexuel avec les objets, un fantasme d'avoir des rencontres sexuelles (ou non). L'agalmatophilie peut aussi se référer au pygmalionisme (du mythe de Pygmalion) décrivant un sentiment d'amour pour un objet de sa propre création.
En opposition à l’« agalmatophilie », il existe l'« agalmatorémaphobie » qui est la peur, lors d'une visite de musée, que les statues se mettent à parler.